# Processo educativo
Il processo educativo è l'insieme delle azioni volontarie (compiute in maniera razionale e più o meno pianificate mediante un progetto educativo) o riflesse (che dipendono dalla risposta, sempre biunivoca, degli attori dell'atto educativo) e delle modificazioni correlate che compongono l'azione educativa, effettuate da esperti per consentire a ciascun individuo il conseguimento del suo pieno sviluppo psicofisico.
Il processo educativo dovrebbe permettere al soggetto di migliorare i propri livelli di partenza dei vari campi della personalità (motoria, sociale, cognitiva ed affettiva). La base di partenza per ogni processo educativo è la maturazione del soggetto, che avviene secondo fasi ben definite e consente al soggetto stesso di acquisire gli apprendimenti che permettano il suo sviluppo.